# 華特·胡珀
華特·胡珀（英語：Walter Hooper，1931年3月27日—2020年12月7日）是美國傳記作家、學者，曾擔任C·S·路易斯的私人秘書，在路易斯去世後將其遺作整理出版，並撰有多部研究路易斯作品的著作。

## 生平
出生於北卡羅來納州的小鎮里茲維爾，父親是一名供暖工程師。1954年畢業於北卡羅來納大學，在陸軍服役兩年後，重返大學攻讀，終於1958年獲得教育碩士學位。1960年代時於肯塔基大學擔任英語教師。
自從1953年11月23日起，當時尚在美國陸軍服役的胡珀就開始和C·S·路易斯通信。1963年，他一度前往英國牛津拜訪C·S·路易斯。路易斯聘請胡珀擔任其私人秘書，預定於1964年1月上任，但1963年11月22日路易斯就去世了。胡珀成為路易斯文學遺產的受託人，移居牛津，之後陸續將路易斯的遺作整理出版。1977年，他將路易斯遺作小說《黑暗塔》整理出版，但這本書引發了一些爭議。1979年，將路易斯寫給亞瑟·葛利夫斯的信件整理出版為《他們並肩而站：路易斯與亞瑟書信集》，成為瞭解路易斯生平的重要史料:22。
1965年，他被任命為英國聖公會牧師。1988年改信天主教。
1997年至2006年，他擔任作家歐文·巴菲德的文學遺產受託人，巴菲德也是C·S·路易斯生前的好朋友。
2020年12月7日，因罹患2019冠狀病毒病（COVID-19）去世，享年89歲。

## 外部連結
- 網路推理小說資料庫上的華特·胡珀
- Walter Hooper在国会图书馆管理局的纪录，有37条目录ue纪录